# Sankarapuram
Sankarapuram es una ciudad censal situada en el distrito de Sivaganga en el estado de Tamil Nadu (India). Su población es de 26536 habitantes (2011). Se encuentra a 40 km de Sivaganga y a 78 km de Madurai.

## Demografía
Según el censo de 2011 la población de Sankarapuram era de 26536 habitantes, de los cuales 13283 eran hombres y 13253 eran mujeres. Sankarapuram tiene una tasa media de alfabetización del 91,65%, superior a la media estatal del 80,09%: la alfabetización masculina es del 95,02%, y la alfabetización femenina del 88,29%.